# Левенец, Иван Павлович
Ива́н Па́влович Левене́ц (22 февраля 1980, Анапская, Краснодарский край) — российский футболист, вратарь.

## Карьера
Воспитанник футбольной ДЮСШ города Анапы. Первый тренер — А. А. Кравченко. Выступал за клубы: «Жемчужина» (Сочи), ФК «Анапа», «Черноморец» (Новороссийск), «Спартак» (Анапа), «Уренгойгазпром» (Анапа).
С 2004 года выступал за пермский «Амкар». В сезоне 2007 стал единственным игроком в Премьер-лиге, сыгравшим все 30 матчей без замен.
21 февраля 2008 подписал трёхлетний контракт с клубом «Локомотив» (Москва), в то время возглавляемым знакомым ему по «Амкару» Рашидом Рахимовым. 1 декабря 2009 года покинул команду в связи с расторжением контракта по обоюдному согласию сторон. После этого в течение года по собственному желанию не выступал.
В начале 2011 года появились слухи о возвращении в «Амкар», однако они были опровергнуты руководством клуба. Также находился на просмотре в ФК «Уфа», но в команду не попал. В 2014 году был заявлен в ФК «Спартак» (Геленджик) из высшей лиги Краснодарского края.
В Премьер-лиге провёл 72 матча, пропустил 69 мячей.
Завершил профессиональную карьеру в возрасте 29 лет, причиной стала травма колена.
В 2019 году — игрок клуба «Анапа» из первой лиги Краснодарского края.